# 피터 매케이
피터 고든 매케이(영어: Peter Gordon MacKay, 1965년 9월 27일~)는 캐나다의 법조인·정치인이다. 캐나다 진보보수당의 대표로 취임한 후 캐나다 동맹과 통합을 추구해 캐나다 보수당을 창당시켰다. 이후 스티븐 하퍼가 이끄는 보수당 내각에서 외무장관·국방장관·법무장관을 역임했다. 2015년 총선을 앞두고 정계 은퇴를 선언했다.